# HD 25291
HD 25291 är en ensam stjärna i den södra delen av stjärnbilden Giraffen. Den har en skenbar magnitud av ca 5,12 och är svagt synlig för blotta ögat där ljusföroreningar ej förekommer. Baserat på parallax enligt Gaia Data Release 2 på ca 1,5 mas, beräknas den befinna sig på ett avstånd på ca 2 200 ljusår (ca 680 parsek) från solen. Den rör sig närmare solen med en heliocentrisk radialhastighet på ca -20 km/s.

## Egenskaper
HD 25291 är en vit till blå ljusstark jättestjärna av spektralklass F0 II. Den har en massa som är ca 8,8 solmassor, en radie som är ca 16 solradier och har ca 9 878 gånger solens utstrålning av energi från dess fotosfär vid en effektiv temperatur av ca 7 400 K.